# Иван Бориславов
Иван Бориславов е български поет, есеист, преводач на поезия, изследовател на модерната западна литература и живопис, журналист.

## Биография
Роден е на 30 март 1946 г. във Варна. Завършва средно образование в родния си град. Завършва българска филология в Софийския университет „Климент Охридски“ през 1970 г. Специализира френска цивилизация в университета във Версай (1982).
Трудовата му дейност е свързана изцяло с Българското национално радио. Като студент работи на хонорар (1966-1970), впоследствие на щат - редактор, завеждащ редакция, заместник главен редактор на Младежка редакция (1970-1976), заместник главен редактор на Главна редакция „Литература, изкуство, култура“ (1976-1993), генерален директор на Българското национално радио (2001). Носител е на престижни национални и международни литературни награди, между които Наградата на ХХ век за литература (Кембридж, Англия). Негови стихове са превеждани на английски, френски, немски, италиански, руски, полски, чешки, украински, сръбски, унгарски, румънски, гръцки, норвежки, финландски, иврит и други езици.
Член е на Българския П.E. Н. център. Участва с персонални покани в международни писателски форуми и фестивали на поезията. Многобройни са поетическите му срещи не само с българските почитатели на изящната словесност, но и с публиката в Париж (авторски рецитал в Театъра на поезията „Молиер“), Монтрьо, Вилжуиф, Дюнкерк, Москва (рецитал на българската поезия в Колонната зала, в московски университети и библиотеки), Прага (театър „Виола“ Будапеща /неколкократни участия във вечери на българската поезия, авторски рецитал в Българския културен център), Букурещ (Огледалната зала на Съюза на румънските писатели), Куртея де Арджеш (рецитали в рамките на Х Международен фестивал на поезията в Румъния, 2006), Киев и Минск, Троа Ривиер (множество рецитали в рамките на XV Международен фестивал на поезията в Канада, 1999), Флорина и Козани (вечери на съвременната българска поезия в рамките на международните празници на изкуствата в Гърция „Преспа 2000“), Чебоксари, Сивтиквар (Русия) и др.

## Творчество
По неговата стихосбирка „Мигове с Париж“ в софийския театър „Манифактура“ е реализиран моноспектакъл на артиста Илия Добрев.
В есеистичните си книги Бориславов прави интересни паралели между художествените открития на някои от най-значителните поети и художници на ХХ век. Тези книги приобщават българския читател към постиженията на западноевропейския авангард и този факт кара световноизвестната изкуствоведка Дора Валие да определи Иван Бориславов като „звено между България и Западния свят“. Възторжено приветстват тази апология на новаторството проф. Петър Чуховски и проф. Розалия Ликова, Енчо Мутафов и Светлозар Игов и др. Като преводач Бориславов се налага като неуморим пропагандатор на модерната поезия, отзивчив към търсенията най-вече на френскоезичните поети, които благодарение на него заживяват своя нов живот в българската словесност и оказват влияние за европеизирането на съвременната ни поезия. Всичко това кара критиката да отсъди: „Малко са европейските поети на България, но между тях със сигурност е и Иван Бориславов.“ (Вихрен Чернокожев). Стремежът към глобален обхват, новаторството и общочовешкото звучене на това творчество го правят интересно и извън границите на България. Това обяснява и многобройните преводи на негови творби на различни езици, както и участието на поета в международни форуми и фестивали на поезията.

## Частична библиография

### Поезия
- Слънчева лавина, стихосбирка, Народна младеж, 1978
- Ако дойдеш утре, стихосбирка, Народна младеж, 1984
- Мигове с Париж, стихосбирка, АББА, 1986, 1994, 1997
- Разговор с безкрая, стихосбирка, Български писател, 1986
- Гнездо над бездната, стихосбирка, Нов Златорог, 1992
- Светкавица за спомен, стихосбирка, ИК Христо Ботев, 1994
- Небесна археология, стихосбирка, ИК Иван Вазов, 1995
- Взривени думи, поетически и визуални колажи, Нов Златорог, 1995
- Докато дишам, стихосбирка, Перо, 1996
- Партитура за мълчание, стихосбирка, Издателско ателие Аб, 2000
- Лунатико слънчасал, поема, Издателско ателие Аб, 2000
- Абракадабра и други заклинания, стихосбирка, Лабрис, 2005

### Есета
- Поезия и багри, есета за взаимните влияния между модерната западна поезия и живопис на ХХ век, Български художник, 1987
- Третото око, есе за скулптора Красимир Рангелов, Крида Арт, 1994
- Светлината, която остава, студии за личности и явления в авангардната западна поезия и живопис, Български художник, Академично издателство „Марин Дринов“, 1994
- Осип Цадкин – поетът на материята, Университетско издателство „Св. Климент Охридски“, 1995

### По-важни преводи
- Пол Елюар, Да кажеш всичко, избрани стихотворения, Народна култура, 1981 (с участие и на други преводачи)
- Еме Сезер, Синове на мълнията, избрани стихотоворения, Народна култура, 1984
- Блез Сандрар, В сърцето на света, избрани стихотворения, Народна култура, 1987, Годишна награда на Съюза на преводачите в България за превод на поезия
- Ана дьо Ноай, Сянката на дните, избрани стихотворения, Народна култура, 1989
- Жак Превер, Приказки за непослушни деца, избрани стихотворения и приказки, Отечество, 1991
- Анри Новера, Фрагменти, избрани стихотворения и миниатюри, Жорж Неф, 1992 (с участие и на други преводачи)
- Жак Превер, Как да нарисуваш птица, избрани стихотворения, юбилейно двуезично издание, Колибри, 2000
- Андре Брьотон, По-скоро животът, избрани стихотворения, Хемус, 2001 (Преводът е спечелил конкурс и е издаден с подкрепата на програма Култура 2000 на Европейския съюз)